# Мангышлак
Полуостров Мангышла́к (Мангистау, каз. Маңғыстау, Маңғышлақ) — полуостров на восточном побережье Каспийского моря в Казахстане. Такое же название носит примыкающее к полуострову плато, восточнее переходящее в плато Устюрт. В северной части Мангышлака выделяется полуостров Бузачи, омываемый водами Мангышлакского залива, а также заливов Мёртвый Култук и Кайдак. На западе в Каспийское море вдаётся полуостров Тюб-Караган, с юга примыкает плато Мангышлак с впадинами Карагие (-132 м) и Каунды (-57 м) от уровня моря, ещё южнее Мангышлака располагается Казахский залив. На территории полуострова располагается Мангистауская область Казахстана.
В дореволюционной России и в СССР этот регион носил название Мангышлак. В современном Казахстане с начала 1990-х используется название Мангистау.

## Происхождение названия
Есть несколько версий происхождения названия полуострова:
- Первое упоминание этого топонима встречается у тюркского филолога и лексикографа Махмуда Кашгари (XI век) в виде ман кишлаг. Он пишет, что слово кишлаг значит «зимовье», а ман кишлаг — название местности в землях огузов[2].
- «Мангышлак» — в переводе с туркменского означает «Тысяча кишлаков», у казахов же эта местность называется «Мынкыстау» — «тысяча зимовок» или «тысяча дорог». Исторически эта местность часто переходила от туркмен к казахам, и наоборот, что подтверждают могильники с казахскими и туркменскими захоронениями вперемежку.
- В Географическо-статистическом словаре Российской империи объясняется так: «Мангышлак — зимнее кочевье менков или ногаев». «Менк» (минг) — имя племени монгольского происхождения, вошедшего в состав ногаев и других тюркских народов. По современным представлениям название может быть также связано с Мангытским юртом, в туркменской форме Мангыт-Даг — Мангытские горы.
- Туркменский учёный К. Аннаниязов считает, что «Мангышлак» означает большой посёлок, так как «ман» переводится как большой, «гышлак» — посёлок.

## История
Мангышлак имеет богатую историю. Археологами были найдены многочисленные памятники палеолита на побережье залива Сарыташ, на полуострове Тюбкараган и в долинах рек Шахбагата и Кумакапе. Индустрия стоянки Шахбагата (протолеваллуа-ашель) на территории Форт-Шевченковской городской администрации имеет сходство с орудиями олдувайской культуры, индустрия стоянки Шахбагата (леваллуа-ашель I) соответствует среднему ашелю.
К эпохе неолита/энеолита относится стоянка Коскудук І на берегу Каспийского моря (конец V — первая половина IV тыс. до н. э.), индустрия которой имеет как архаичные типы орудий оюклинской культуры, так и материалы шебирского типа хвалынской культуры. Совмещение усиленного и простого отжима, как принципа призматического расщепления, характерное для шебирско-хвалынской технологии, характерно также для Передней Азии, начиная с докерамического неолита A, но не для балканских культур. Орнаментальный мотив с верхней части сосуда со стоянки Шебир-4 в виде параллельных горизонтальных линий, пересекающихся вертикальными линиями, имеет прямые аналогии в росписях керамики в поселении Сиалк в Иране и Джейтун в Таджикистане.
Человеческое захоронение эпохи энеолита на стоянке Коскудук І — самое древнее в Казахстане. В V тыс. до н. э. оюклинская культура сменилась тюлузской культурой.
На Мангышлаке находятся сакральные места некрополи более 362 суфиев, миссионеров. В большинстве это распространители ислама в Средней Азии из рода ходжей каз. род қожа. В средние века Мангышлак и Устюрт служили воротами торгово-экономической связи между Востоком и Западом. В давние времена часть печенежских племён покинули северные территории между Аральским и Каспийским морями и пришли на Мангышлак. Позже печенегов на Мангышлаке сменили огузы. В некоторых документах их называют туркменами. Сейчас полуостров населяют исключительно казахи.
Считается, что Алшынский род Адай ведут свой род от Адай-ата. По легенде, после ослабления центральной ханской власти в Туркестане, он решил найти себе новую родину. У него при себе было лошадь да сабля. Тогда джигит собрал удальцов, жаждущих свободу и правду, и увёл их на край степи, на Мангышлак. И образовалось там новое племя гордых Адайцев — воинственных и сплочённых, где все угнетённые племена находили защиту и приют. Часть прежних туркменских племён, зависимые от хивинского хана, вошли в состав адайцев, другая часть трухменов переселилась в современный Ставропольский край.
Портовое поселение Кетиккала существовало на полуострове Мангышлак в XIV веке.
В начале 40-х годов XIX века Мангышлак был единственным пунктом, которым через Каспийское море русские имели сношение с Бухарским эмиратом и преимущественно Хивинским ханством
Мангышлакский уезд прежде входил в состав Закаспийской области, затем попеременно подчинялся Астрахани, Ашхабаду, Оренбургу, входил в состав Западно-Казахстанской области, Гурьевской области. Позже образовалась Мангышлакская область.

### Мангышлакское восстание
В 1870 году на полуострове в связи с введением там новых административных реформ вспыхнуло Мангышлакское или Адаевское восстание, которое в том же году было подавлено.

## Крупные населённые пункты
- Актау
- Бейнеу
- Узень
- Мангистау
- Жетыбай
- Форт-Шевченко
- Шетпе
- Курык
- Таучик
- Баутино
- Акшукур
- Сайотес
- Боранкул

## Климат
Мангышлак характеризуется резко континентальным и крайне засушливым климатом. Основные особенности климата региона включают:
- Зима. Холодная, с небольшим количеством снега. Средняя температура января составляет около −3 °C. В северной части региона, на плато Устюрт, зима может быть особенно холодной.
- Весна. Короткая, сухая и ветреная. Осадки в этот период минимальны.
- Лето. Долгое, жаркое и практически безоблачное. Средняя температура июля составляет +26 °C, но может достигать более высоких значений.
- Осень. Теплая, с постепенным снижением температуры.

Годовое количество осадков крайне низкое — около 100–150 мм в год. Большая часть осадков выпадает весной и в начале лета. Из-за этого регион страдает от нехватки пресной воды, и растительность представлена в основном полынью, солянками и редкими кустарниками467.
Каспийское море оказывает влияние только на узкую прибрежную зону, где наблюдается небольшое повышение влажности и смягчение температурных колебаний: летом температура немного ниже, а зимой — выше.
Большая часть территории покрыта пустынями с солончаками и песками. Растительность скудная, а животный мир адаптирован к суровым условиям полупустыни. Климатические условия делают регион малопригодным для сельского хозяйства, за исключением ограниченного разведения овец, верблюдов и лошадей

## Промышленность
Развитие региона началось в 1960-х годах с открытия нефтяных месторождений. В это время были построены инфраструктура для добычи нефти, газопроводы и предприятия для переработки сырья. Город Новый Узень стал центром нефтегазовой промышленности региона.
Сегодня Мангышлак ( Мангистауской области Казахстана) является стратегически важным промышленным регионом, где доминирует горнодобывающая отрасль. Основу экономики составляют нефтегазовая промышленность, добыча полезных ископаемых и энергетика.

### Основные отрасли промышленности

#### 1. Нефтегазовая промышленность
- Мангышлак является одним из крупнейших центров добычи нефти в Казахстане, обеспечивая около 25-30% всей добычи нефти в стране[15][16].
- Основные компании: «Мангистаумунайгаз», «КазМунайГаз», «Каражанбасмунай».
- Нефть добывается на полуострове Бузачи и в районе Нового Узеня, а также экспортируется через порт Актау и трубопроводы[14].
- Ежегодно в регионе добывается около 18 млн тонн нефти и 3 млрд кубометров природного газа.

#### 2. Горнодобывающая промышленность
- Помимо нефти, регион богат урановыми рудами, фосфоритами, железными рудами, марганцем, медью и другими полезными ископаемыми.
- Урановые месторождения начали активно разрабатываться с 1960-х годов.
- На полуострове разведаны крупные месторождения стронция (содержание до 20%), мела (7 месторождений), известняка-ракушечника и других материалов, используемых в строительстве и сельском хозяйстве.

#### 3. Энергетика
- Важным объектом является Мангистауский атомно-энергетический комбинат (МАЭК), который обеспечивает регион электрической и тепловой энергией, а также пресной водой благодаря уникальной системе опреснения морской воды.
- В прошлом здесь функционировал первый в мире промышленный ядерный реактор на быстрых нейтронах БН-350.

#### 4. Обрабатывающая промышленность
- Представлена производством пищевых продуктов, текстиля, резиновых и пластмассовых изделий, машиностроением и химической промышленностью[17].
- Ключевые направления включают производство продуктов нефтепереработки, химических веществ и металлических изделий.

#### 5. Химическая промышленность
- В советское время на полуострове были построены крупные химические предприятия, такие как АТЗ и ХГМЗ. Они занимались переработкой минерального сырья и выпуском химической продукции.